# Éden
Jardin d'Éden
Pour les articles homonymes, voir Eden et Jardin d'Éden.
 (septembre 2016).
Si vous disposez d'ouvrages ou d'articles de référence ou si vous connaissez des sites web de qualité traitant du thème abordé ici, merci de compléter l'article en donnant les références utiles à sa vérifiabilité et en les liant à la section « Notes et références ».
Le jardin d'Éden (hébreu : גַּן עֵדֶן, gan 'eden, jardin des délices ; arabe : عَدْن, جَنَّة عَدْن, عدن, jardin des délices) est le jardin merveilleux où la Genèse place l'histoire d'Adam et Ève selon les traditions juive et chrétienne. Il est souvent comparé au Paradis terrestre. Le Coran adopte également ce nom mais selon une autre conception : dans l'islam, le jardin d'Éden, identifié au Paradis, relève d'un lieu céleste.

## Étymologie
L'origine du terme hébreu : עֵדֶן « Éden » — « délice » — pourrait être l'akkadien edinu, qui lui-même dérive du sumérien e-din. Ces deux mots signifient en akkadien « plaine » ou « steppe ».
Or le verbe akkadien namu — « qui habite la steppe » — rend plausible un usage littéraire figuré : l'écriture mésopotamienne du mot recourt à l'association NA-ME « homme-être » ou au signe NAM. Le sens propre de ce signe NAM(-TAR) renvoie aux « destins » qui, selon la mythologie mésopotamienne, sont inscrits par les dieux sur une tablette.
Cependant, la critique moderne pointe le fait que l'emploi de la tournure « à l'orient d'Éden » ou « à l'orient, en Éden » semble privilégier une acception géographique plutôt que métaphorique.

## Signification d'Éden et lien avec la notion de Paradis

### Vision traditionnelle du lien
Le mot « paradis » (hébreu : פַּרְדֵּס, PaRDeS) est utilisé comme synonyme de Gan Eden, terme qui possède des connotations similaires en vieux persan (référence à un « verger clôturé » ou « un terrain de chasse délimité »).
Ce mot apparaît plusieurs fois dans la Bible hébraïque :
- dans le Cantique des Cantiques 4:13 : « Tes fruits sont un pardes de grenadiers, avec les fruits les plus excellents, etc. »
- dans l'Ecclésiaste 2:5 : « Je me fis des pardessim et des vergers, et j'y plantai des arbres à fruit de toute espèce. »
- dans Néhémie 2:8 : « … et une lettre pour Asaph, garde du jardin du roi, afin qu'il me fournisse du bois de charpente, etc. »
- dans le Cantique de Salomon, il s'agit clairement d'un « jardin », et dans deux autres cas d'un « parc ».

### Relectures et réinterprétations du Lien
C'est à partir de la période post-exilique xx, dans la littérature apocalyptique et les Talmuds, que le « paradis » sera associé au jardin d'Éden, dans son entendement terrestre comme céleste.
Ainsi, la théologie juive admet l'existence du paradis, à savoir le Gan Eden, et des enfers, le Sheol ou Ghehinnom ; il est également vrai que quelques âmes ne peuvent pas entrer au paradis qui est divisé en plusieurs niveaux, dont les portes sont gardées par des anges.

#### Vision du Nouveau Testament
Dans le Nouveau Testament, le « paradis » est associé au domaine des bénis (par opposition au domaine des damnés) parmi ceux qui sont déjà morts. Le jardin des Hespérides grec possède des affinités avec le concept chrétien du jardin d'Éden, et à partir du XVIe siècle, l'association totale sera évidente, notamment dans le tableau de Lucas Cranach, où seule l’action qui se tient identifie le cadre comme distinct du jardin des Hespérides, et de ses pommes d'or.

#### L'Éden comme «prison dorée»
D'autres, comme l'écrivain Ann Druyan, adoptent une vue plus cynique de la question et trouvent l'Éden effrayant. Plutôt qu'un « paradis », le Gan Eden serait le lieu d'un crime, où un dieu/parent dysfonctionnel n'a créé des « enfants » que pour les châtier :

« Il est déconcertant qu'Éden soit synonyme de paradis alors que, si l'on y pense, c'est plutôt une prison à haute sécurité et une surveillance 24 h/24. C'est un endroit horrible. Adam et Ève n'ont pas d'enfance. Ils s'éveillent adultes… Ils n'ont jamais eu de mère… Leur père est une voix terrifiante, désincarnée, qui est furieuse avec eux dès l'instant de leur premier éveil. »

### L'Éden comme «jardin du monde» (encycliqueLaudato si’)
Dans l'encyclique Laudato si' « sur la sauvegarde de la maison commune » (c'est-à-dire la sauvegarde de la Création) publiée en juin 2015, le pape François compare le jardin d'Éden au « jardin du monde » :

« Il est important de lire les textes bibliques dans leur contexte, avec une herméneutique adéquate, et de se souvenir qu’ils nous invitent à « cultiver et garder » le jardin du monde (cf. Gn 2, 15). Alors que « cultiver » signifie labourer, défricher ou travailler, « garder » signifie protéger, sauvegarder, préserver, soigner, surveiller. Cela implique une relation de réciprocité responsable entre l’être humain et la nature. Chaque communauté peut prélever de la bonté de la terre ce qui lui est nécessaire pour survivre, mais elle a aussi le devoir de la sauvegarder et de garantir la continuité de sa fertilité pour les générations futures. »

— Encyclique Laudato si', no 67.

## Localisations putatives
Les théologiens chrétiens indiquent souvent que ce jardin n'a jamais eu d'existence terrestre propre : en ce sens, le jardin d'Éden, ne peut être qu'une « image du paradis céleste sur Terre ».
Cela n'a pas empêché que quantité d'hypothèses soient avancées, parfois sans beaucoup de rapport (voire aucun) avec le texte biblique.

### Source biblique
La plupart situent Éden dans le Moyen-Orient, près de l'ancienne Mésopotamie, même si le Livre de la Genèse ne livre que peu d'informations sur le jardin lui-même.
Éden abritait l'Arbre de la Vie, l'arbre de la connaissance du bien et du mal qui porte des fruits (des « pommes » selon la tradition orale, bien que le mot n'apparaisse à aucun endroit : poma signifie « fruits » de manière générale en latin), ainsi qu'une végétation luxuriante et variée, suffisant à pourvoir aux besoins d'Adam et Ève. Seuls les versets 2:10-14 semblent contenir un indice assez vague quant à la localisation :

« Un fleuve sortait d'Éden pour arroser le jardin, et, de là, il se divisait en quatre bras.
Le nom du premier est Pishôn ; c'est celui qui entoure tout le pays de Havilah, où se trouve l'or.
L'or de ce pays est pur ; on y trouve aussi le bdellium et la pierre d'onyx.
Le nom du second fleuve est Guihôn; c'est celui qui entoure tout le pays de Coush (Éthiopie ? Hindi Kush ?).
Le nom du troisième est Hiddèkel ; c'est celui qui coule à l'orient d'Ashour (l'Assyrie, donc le Tigre). Le quatrième fleuve, c'est l'Euphrate. »

Selon le Texte, le fleuve irrigue Éden puis se divise en quatre branches : Hiddekel, Euphrate, Pishon et Gihon. Si les deux premiers correspondent de l'avis général au Tigre et à l'Euphrate, l'identité des deux autres rivières n'est pas résolue à ce jour. Le jardin d'Éden, réputé proche des sources du Tigre et de l'Euphrate, devrait se situer selon des narrateurs originels établis dans la terre de Canaan (selon la tradition juive, Adam et Ève sont enterrés dans la caverne de Makhpela, à Hébron) dans les monts Taurus, en Anatolie.
Des photos prises par satellite de ces régions montrent deux lits de rivière asséchés dont l'embouchure devait aboutir dans le golfe Persique, où se déversent également le Tigre et l'Euphrate. Toutefois, ce point ne serait que la « bouche » de ces rivières, non leur « source ».

### Localisations associées à l'histoire mésopotamienne

#### Liban
Le prophète Ézéchiel mentionne que les arbres dans le jardin d'Éden viennent du Liban (Ez 31,15-18). Basé sur une analyse de ce chapitre, Terje Stordalen a suggéré « une identification apparente de l'Éden et le Liban dans Ézéchiel 31 » et des relations symboliques entre Éden et le Liban. John Pairman Brown a écrit « il semble que le Liban est un placement alternatif dans le mythe phénicien (comme dans Ez 28,13, III.48) du jardin d'Éden » et Paul Swarup aborde également les connexions entre le Paradis, le jardin d'Éden et les forêts du Liban (éventuellement utilisé symboliquement) au sein d'écrits prophétiques. Edward Lipinski et Peter Kyle McCarter ont suggéré que le Jardin des dieux (en), l'équivalent sumérien du jardin d'Éden, se rapporte à un sanctuaire de montagnes dans le Liban et l'Anti-Liban,.

#### L'épopée de Gilgamesh
David Bensoussan propose de situer le jardin d'Éden dans les monts Ararat, en établissant des rapprochements entre le récit de la Genèse et le mythe sumérien de Gilgamesh.

#### Sumer et Dilmun
Les premiers Sumériens vécurent dans les plaines, situées dans le Sud de l'actuel Irak. Certains historiens, travaillant à partir des horizons culturels du Sud de Sumer, où l'on retrouve la source la plus précoce de légendes extra-bibliques, portent leur attention sur l'entrepôt datant de l'âge de bronze, situé dans l'île de Dilmun (l'actuel Bahreïn) au sein du golfe Persique. Cette île est décrite comme « l'endroit où se lève le soleil » et « la Terre des Vivants ».
Le récit babylonien de la Création, Enûma Elish, présente des parallèles marqués avec le récit de la Genèse. Après son déclin, vers 1500 av. J.-C., l'île de Dilmun fut dotée d'une réputation de paradis perdu, si emplie de perfections que cela aurait pu, selon ces historiens[réf. nécessaire], influencer l'histoire du jardin d'Éden et conduire certains exégètes à situer le jardin d'Éden dans le centre de commerce de Dilmun.

### Autres localisations citées
- L'archéologue David Rohl a récemment estimé la localisation d'Éden dans le nord-ouest de l'Iran : selon lui, le jardin est une vallée située à l'orient du mont Sahand, près de Tabriz. Il énumère plusieurs similitudes géologiques entre cet endroit et les descriptions bibliques, ainsi que des parallèles linguistiques lui semblant décisifs. Cet endroit fut ensuite colonisé par les Mèdes avant qu'ils ne fondent l'Empire perse ;
- Des auteurs littéralistes estiment que le monde du temps d'Éden a été détruit et remanié par le Déluge, qu'il est donc impossible de localiser Éden dans une géographie post-diluvienne ;
- D'autres voient l'Éden en Éthiopie, à Java, au Sri Lanka, dans les Seychelles, dans le Brabant (selon l'humaniste Bécan[11]), voire à Bristol en Floride, ou encore au Yémen (et sa capitale Aden), appelé l'Arabie heureuse dans l'Antiquité, où seraient enterrés selon des traditions orales Caïn et Abel.
- Des bourgades ont la prétention d'être le paradis terrestre, en sortant du jardin d'Éden, Adam et Eve arrivèrent au Gâvre[12],Ils bâtirent la première ville du monde[13].

## Représentation de l'Éden dans l'art
Le jardin d'Éden fit l'objet de fréquentes représentations dans des enluminures et tableaux comme le Sommeil d'Adam (ou la Création d'Ève), la Tentation d'Ève par le Serpent, la Chute de l'Homme, ou encore l’Expulsion. La scène du Jour de la Nomination en Éden fut moins souvent représentée. Michel-Ange a dépeint une scène du jardin d'Éden sur le plafond de la chapelle Sixtine.
Dans le registre poétique, le gros de l'action du Paradise Lost de Milton se produit dans le jardin d'Éden.
La chapelle Saint-Nicolas du palais épiscopal de Die est décorée d'une mosaïque des quatre fleuves du jardin d'Éden, datant du XIIe siècle.
Les fonts baptismaux de l'église Notre-Dame du Léman située à Thonon-les-Bains sont décorés par une mosaïque représentant les quatre fleuves du jardin d'Éden.

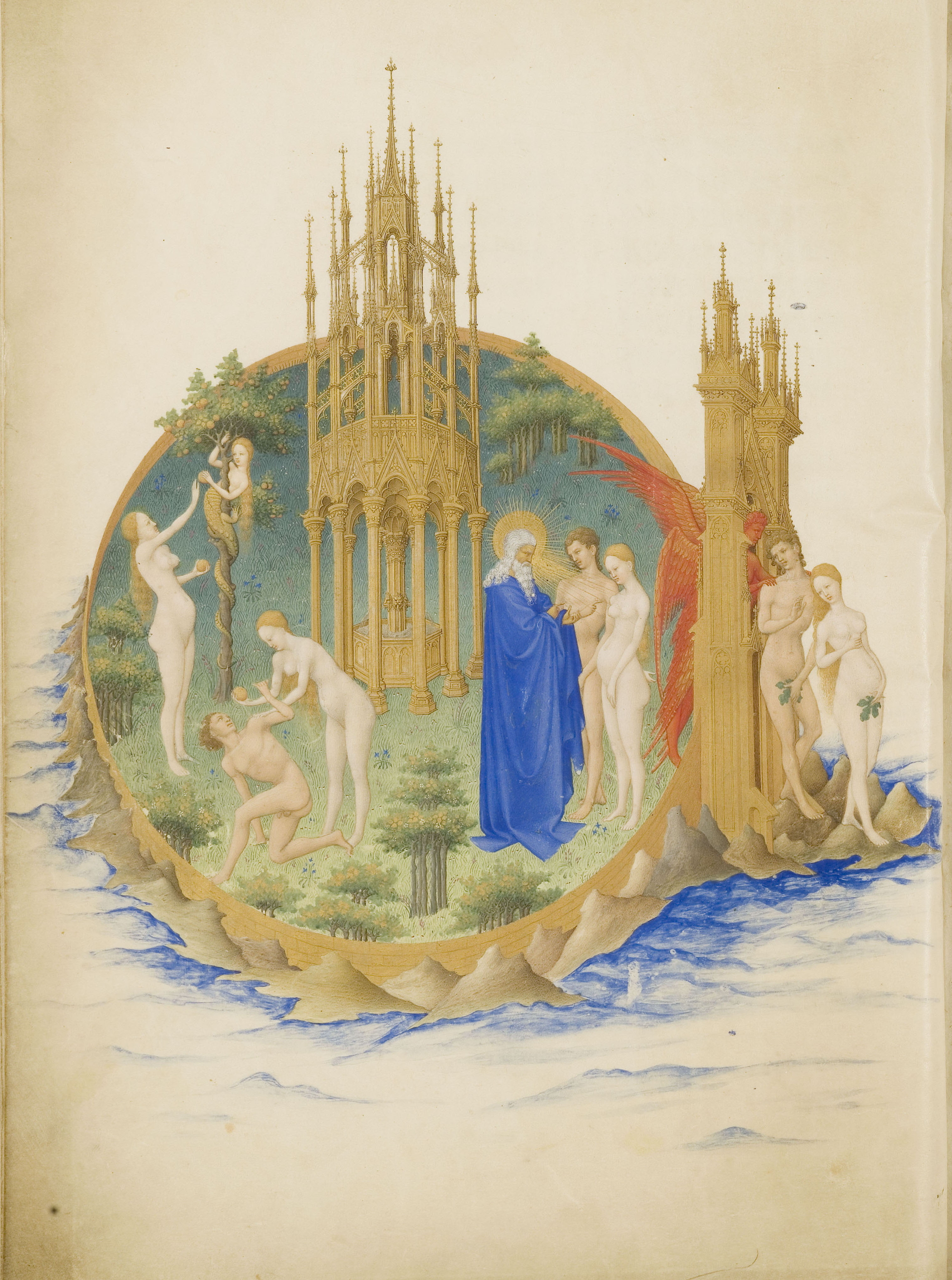
Le Paradis terrestre, Les Très Riches Heures du duc de Berry, musée Condé, Ms.65, folio 25.
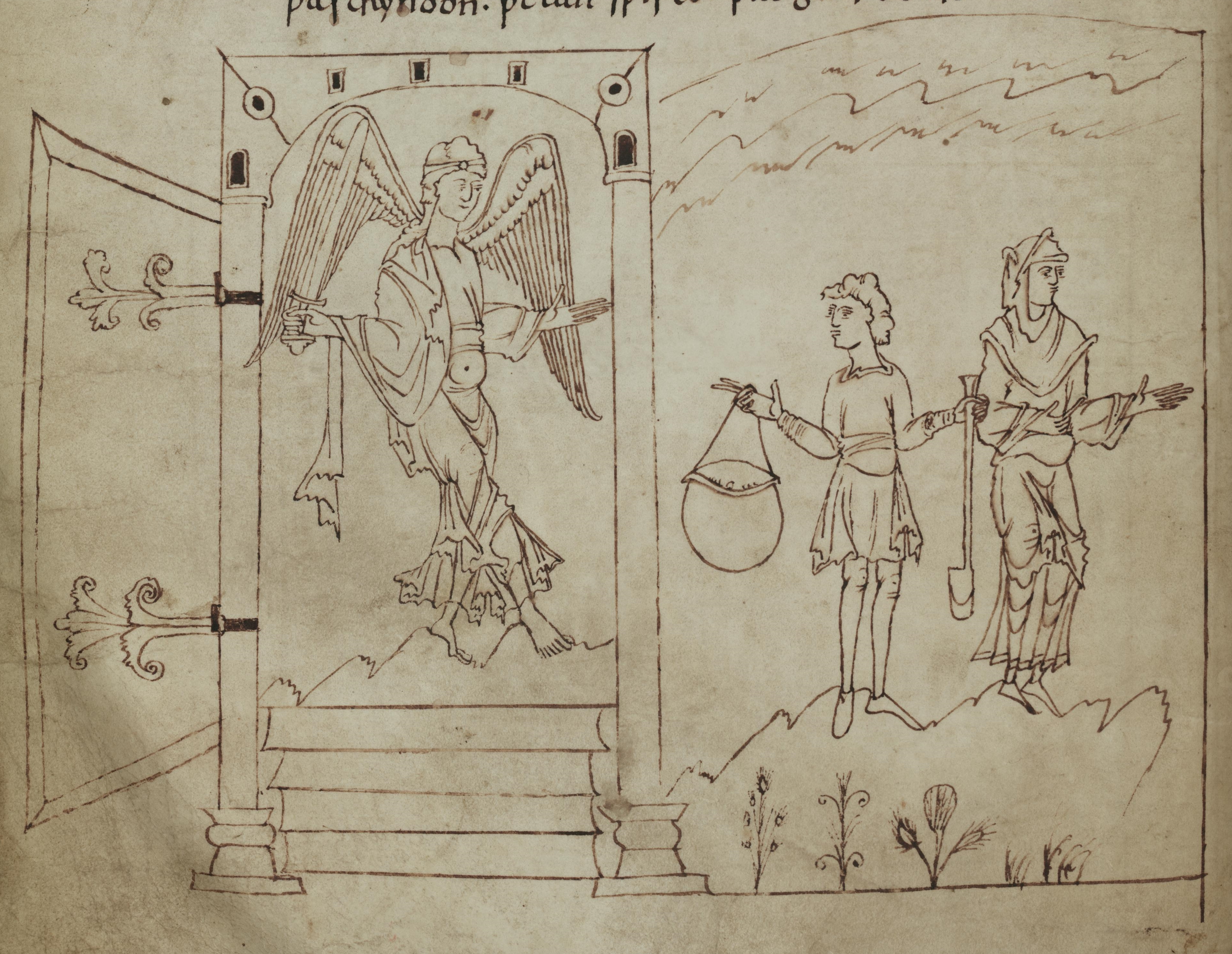
L'Expulsion illustrée dans le manuscrit Cædmon, vers le XIe siècle.